# Shame (album)
Pour les articles homonymes, voir Shame.
Albums de Brad
Interiors
(1997)
Singles
1. 20th Century
Sortie : 1993
2. Screen (promo)
Sortie : 1993

Shame est le premier album du groupe américain originaire de Seattle, Brad. Il est sorti le 27 avril 1993 sur le label Epic et a été produit par le groupe.

## Historique
Brad s'appelait au départ Shame, mais ce nom était déjà pris par un certain Brad Wilson. Le groupe pris alors le nom de Brad en son honneur et décide d'intituler leur premier album Shame.
Souvent présenté comme un projet parrallel de Stone Gossard, Brad se démarque pourtant par un style radicalement différent de Pearl Jam et Shame le prouve. Réalisé quelques mois seulement avant le 2e album de Pearl Jam, Vs., il a été enregistré en moins de 20 jours à Seattle et contient pour la plupart des chansons issues de bœufs faits en studio.
L'album a été mixé par Brendan O'Brien.

## Liste des titres
- Les titres sont signés par Stone Gossard, Shawn Smith, Regan Hagar, Jeremy Toback sauf indications.

1. Buttercup - 4:14
2. My Fingers - 3:19
3. Nadine (Gossard / Smith) - 3:31
4. Screen (Smith) - 5:11
5. 20th Century - 4:02
6. Good News (Smith) - 4:23
7. Raise Love - 4:14
8. Bad for the Soul - 1:11
9. Down (Toback) - 4:17
10. Rockstar - 2:47
11. We - 5:26

## Musiciens
- Stone Gossard : guitares.
- Shawn Smith : chant, piano, orgue, guitare sur Down.
- Regan Hagar : batterie, percussions.
- Jeremy Toback : basse, chant et orgue sur Down.

Avec
- Bashiri Johnson : percussions.

## Charts
Charts album
| Pays                            | Durée du classement | Meilleur classement |
| ------------------------------- | ------------------- | ------------------- |
| États-Unis (Heatseekers albums) | 2 semaines          | 14e                 |
| Royaume-Uni                     | 1 semaine           | 72e                 |

Charts singles
| Date       | Single       | Chart            | Durée du classement | Position |
| ---------- | ------------ | ---------------- | ------------------- | -------- |
| 26/06/1993 | 20th Century | UK Singles Chart | 1 semaine           | 64e      |